# Epilobium tianschanicum
Epilobium tianschanicum är en dunörtsväxtart som beskrevs av Nikolai Vasilievich Pavlov. Epilobium tianschanicum ingår i släktet dunörter, och familjen dunörtsväxter. Inga underarter finns listade i Catalogue of Life.